# Colobothea biguttata
Colobothea biguttata là một loài bọ cánh cứng trong họ Xén tóc.